# Lista de deputados estaduais do Paraná da 5.ª legislatura
Essa é uma lista de deputados estaduais do Paraná eleitos para o período 1963-1967.

## Composição das bancadas
| Partido | Líder                     | Bancada | Posição  |
| ------- | ------------------------- | ------- | -------- |
| PDC     | Armando Queiroz de Moraes | 12 / 45 | Governo  |
| PTB     | Jorge Miguel Nasser       | 12 / 45 | Oposição |
| UDN     | Haroldo Leon Peres        | 9 / 45  | Governo  |
| PSD     | João de Matos Leão        | 7 / 45  | Oposição |
| PTN     | Aníbal Khury              | 2 / 45  | Governo  |
| PSP     | Edgard Távora             | 1 / 45  | Oposição |
| PRT     | Igo Iwant Losso           | 1 / 45  | Governo  |
| PR      | Paulo Affonso Camargo     | 1 / 45  | Oposição |

## Deputados estaduais
| Número | Deputados estaduais eleitos           | Partido | Votação | Percentual | Cidade onde nasceu  | Unidade federativa |
| 17119  | Agostinho José Rodrigues              | PDC     | 6.619   |            | Curitiba            | Paraná             |
| 22756  | Almir Moreira Passos                  | UDN     | 4.759   |            | Curitiba            | Paraná             |
| 22198  | Amadeu Puppi                          | UDN     | 5.173   |            | Paranaguá           | Paraná             |
| 19184  | Aníbal Khury                          | PTN     | 12.600  |            | Porto União         | Santa Catarina     |
| 17471  | Antônio Ferreira Rüppel               | PDC     | 11.224  |            | Bocaiúva do Sul     | Paraná             |
| 17370  | Armando Queiroz de Morais             | PDC     | 7.607   |            | Viradouro           | São Paulo          |
| 17176  | Arnaldo Faivro Busato                 | PDC     | 7.158   |            | Jaú                 | São Paulo          |
| 17652  | Benedito Pinto Dias                   | PDC     | 7.254   |            | Monções             | São Paulo          |
| 41717  | Dino Veiga                            | PSD     | 5.336   |            | São Paulo           | São Paulo          |
| 46223  | Edgard Távora                         | PSP     | 6.085   |            | Paranaguá           | Paraná             |
| 41309  | Egon Pudell                           | PSD     | 6.688   |            | Santa Rosa          | Rio Grande do Sul  |
| 41129  | Emílio Humberto Carazzai              | PSD     | 7.579   |            | Arapongas           | Paraná             |
| 41372  | Ernesto Moro Redeschi                 | PSD     | 5.456   |            | Almirante Tamandaré | Paraná             |
| 14696  | Eurico Batista Rosas                  | PTB     | 4.984   |            | Ponta Grossa        | Paraná             |
| 22969  | Francisco Escorsin                    | UDN     | 6.785   |            | Jaguariaíva         | Paraná             |
| 22828  | Haroldo Leon Peres                    | UDN     | 7.516   |            | Rio de Janeiro      | Rio de Janeiro     |
| 22321  | Horácio Vargas                        | UDN     | 5.274   |            | Ponta Grossa        | Paraná             |
| 28356  | Igo Iwant Losso                       | PRT     | 5.319   |            | Irati               | Paraná             |
| 17989  | Antônio Ueno                          | PDC     | 7.735   |            | Uraí                | Paraná             |
| 17506  | João Antonio Braga Côrtes             | PDC     | 7.701   |            | Lapa                | Paraná             |
| 41253  | João de Matos Leão                    | PSD     | 8.803   |            | Mallet              | Paraná             |
| 17283  | João Mansur                           | PDC     | 9.937   |            | Irati               | Paraná             |
| 22229  | João Vargas de Oliveira               | UDN     | 6.471   |            | Ponta Grossa        | Paraná             |
| 14795  | Joaquim Néia de Oliveira              | PTB     | 6.038   |            | Ribeirão Claro      | Paraná             |
| 14661  | Jorge Miguel Nassar                   | PTB     | 9.420   |            | Curitiba            | Paraná             |
| 17205  | José Afonso Fernandes                 | PDC     | 5.552   |            | Rio Negro           | Paraná             |
| 22815  | José Justino Filgueiras Alves Pereira | UDN     | 8.209   |            | Miraí               | Minas Gerais       |
| 41667  | José Vaz de Carvalho                  | PSD     | 5.713   |            | Paranavaí           | Paraná             |
| 14963  | Leon Naves Barcelos                   | PTB     | 5.653   |            | Bocaiúva do Sul     | Paraná             |
| 41766  | Leovegildo Salles                     | PSD     | 5.259   |            | Carlópolis          | Paraná             |
| 14945  | Luiz Alberto Dalcanale                | PTB     | 10.453  |            | Joaçaba             | Santa Catarina     |
| 14434  | Marino Pereira                        | PTB     | 6.470   |            | Rio de Janeiro      | Rio de Janeiro     |
| 14136  | Miguel Dinizo                         | PTB     | 6.494   |            | Itatiba             | São Paulo          |
| 14300  | Miran Pirih                           | PTB     | 5.800   |            | Nova Esperança      | Paraná             |
| 14410  | Moacyr Júlio Silvestre                | PTB     | 14.576  |            | Guarapuava          | Paraná             |
| 17213  | Nilson Baptista Ribas                 | PDC     | 8.098   |            | Palmas              | Paraná             |
| 17853  | Túlio Vargas                          | PDC     | 7.123   |            | Piraí do Sul        | Paraná             |
| 19127  | Olívio Belich                         | PTN     | 4.887   |            | Porto Amazonas      | Paraná             |
| 20337  | Paulo Afonso Alves de Camargo         | PR      | 6.431   |            | Guarapuava          | Paraná             |
| 22162  | Paulo Poli                            | UDN     | 6.486   |            | Almirante Tamandaré | Paraná             |
| 14157  | Piratan Araújo                        | PTB     | 4.984   |            | Ponta Grossa        | Paraná             |
| 17610  | Renato Loures Bueno                   | PDC     | 5.870   |            | Palmas              | Paraná             |
| 22758  | Rubens Requião                        | UDN     | 5.658   |            | Foz do Iguaçu       | Paraná             |
| 14438  | Silvino Lopes de Oliveira             | PTB     | 6.559   |            | Lapa                | Paraná             |
| 14980  | Walter Alberto Pecoits                | PTB     | 5.458   |            | Erechim             | Rio Grande do Sul  |